# Return J. Meigs, Jr.
Return J. Meigs, Jr. (Middletown, 1764. november 17. – Marietta, 1825. március 29.) az Amerikai Egyesült Államok szenátora (Ohio, 1808–1810).